# Онсбах

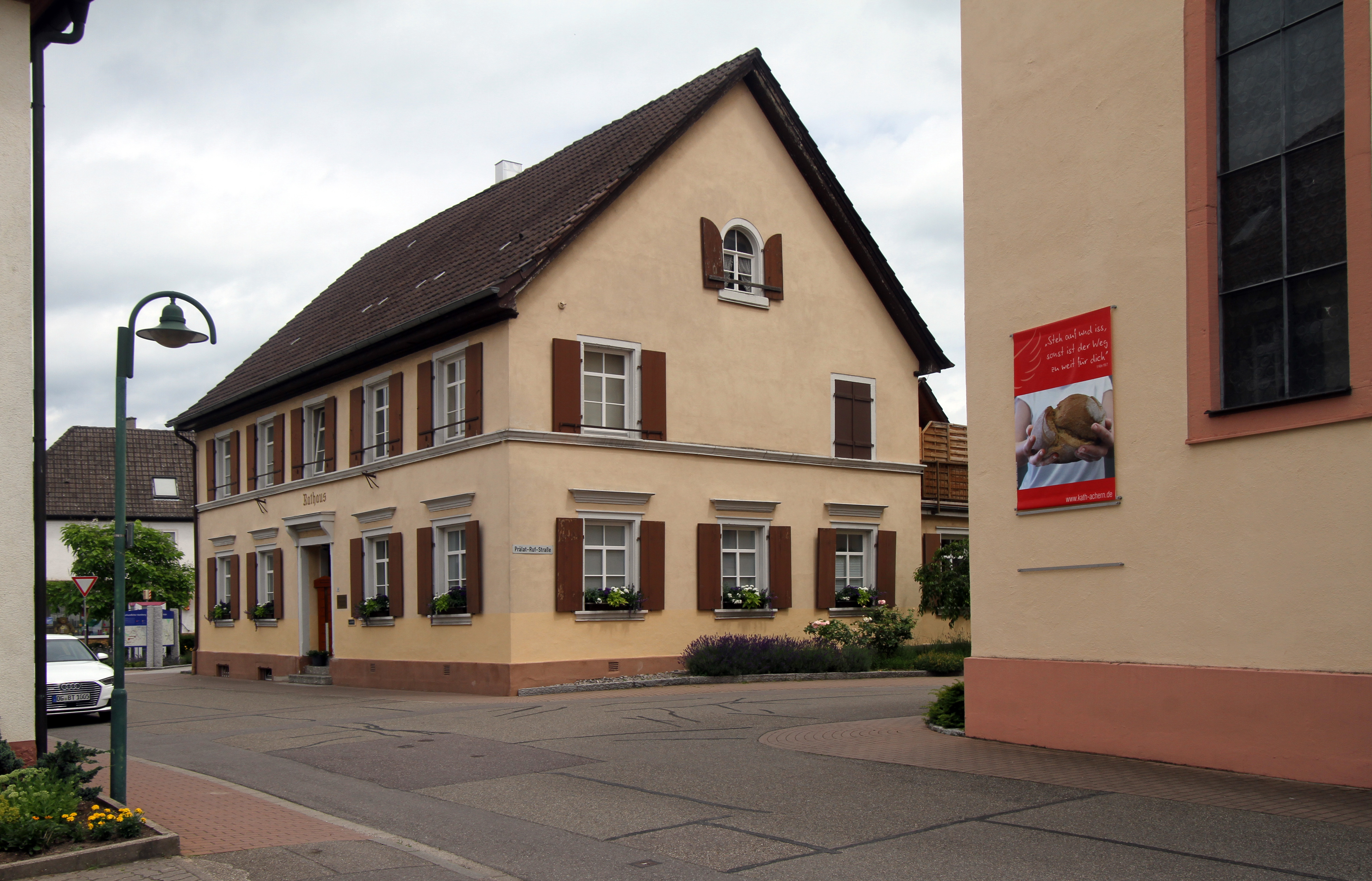

Онсбах (нем. Önsbach) — коммуна в Германии, в земле Баден-Вюртемберг. Подчиняется административному округу Фрайбург. Входит в состав района Ортенау.  Население составляет 2179 человек (на 30 июня 2005 года). Занимаемая площадь составляет приблизительно 7,89 км².
Онсбах является вторым по величине населённым пунктом, входящим в состав районного центра Ахерн. Коммуна расположена в северной части района Ортенау, немного южнее центральной части города Ахерн.

## Герб
В качестве изображения для герба начиная с 30-х годов XIX века использовалась куриная лапа с тремя передними и одним задним пальцем. Позднее рисунок был незначительно изменён.